# Mörttjärnen (Karlanda socken, Värmland, 661076-128965)
Mörttjärnen är en sjö i Årjängs kommun i Värmland och ingår i Göta älvs huvudavrinningsområde. Sjöns area är 0,023 kvadratkilometer och den befinner sig 190 meter över havet.